# Campeonato Paulista 2023
El Campeonato Paulista de Fútbol 2023 fue la 122.ª edición del principal campeonato de clubes de fútbol del estado de São Paulo (Brasil). El torneo fue organizado por la Federación Paulista de Fútbol (FPF) y se extendió desde el 14 de enero hasta el 9 de abril. Concedió cinco cupos para la Copa de Brasil 2024 y tres cupos para el Campeonato Brasileño de Serie D para clubes no pertenecientes a la Serie A, Serie B o Serie C del Brasileirão.
Palmeiras enfrentó en la final al Água Santa, equipo que por primera vez logró llegar a una final. El Verdão se consagró campeón tras vencer con un marcador global de 5-2, logrando así su segundo título estatal consecutivo y el número 25 en su historia.

## Sistema de juego
Los 16 clubes serán divididos en cuatro grupos con cuatro equipos cada uno. Los equipos de un grupo se enfrentan a los clubes de los otros grupos. En total, cada equipo participante disputa 12 partidos en la primera fase. Los dos primeros clasificados de cada grupo avanzan a cuartos de final, que se disputan en partido único en casa del club con mejor campaña de la primera fase. Las semifinales también son disputadas a partido único. La final se juega a partidos de ida y vuelta, sin tener en cuenta el gol en condición de visitante. En cada llave, en caso de empate, el ganador se decide a través de la tanda de penaltis.
Para esta edición, descenderán dos equipos y ascenderán otros dos para la edición del 2024. Los descendidos resultarán de la tabla general que reúne a todos los equipos.

## Equipos participantes

### Ascensos y descensos
| Pos. | Descendidos en la temporada 2022 |
| ---- | -------------------------------- |
| 15.º | Ponte Preta                      |
| 16.º | Novorizontino                    |

| Pos. | Ascendidos de la Serie A2 2022 |
| ---- | ------------------------------ |
| 1.º  | Portuguesa                     |
| 2.º  | São Bento                      |

### Información de los equipos
| Equipo              | Ciudad                | Estadio (Capacidad)                | Posición 2022  | Títulos (último) |
| ------------------- | --------------------- | ---------------------------------- | -------------- | ---------------- |
| Água Santa          | Diadema               | Distrital do Inamar (10 000)       | 11.º           | 0                |
| Botafogo F. C.      | Ribeirão Preto        | Santa Cruz (29 292)                | 9.º            | 0                |
| Corinthians         | São Paulo             | Neo Química Arena (48 000)         | 3.º            | 30 (2019)        |
| Ferroviária         | Araraquara            | Arena da Fonte Luminosa (20 950)   | 12.º           | 0                |
| Guarani             | Campinas              | Brinco de Ouro (35 000)            | 7.º            | 0                |
| A. A. Internacional | Limeira               | Major José Levy Sobrinho (18 000)  | 13.º           | 1 (1986)         |
| Ituano              | Itu                   | Novelli Júnior (18 560)            | 5.º            | 2 (2014)         |
| Mirassol            | Mirassol              | José María de Campos Maia (15 000) | 10.º           | 0                |
| Palmeiras           | São Paulo             | Allianz Parque (40 199)            | Campeón        | 24 (2022)        |
| Portuguesa          | São Paulo             | Canindé (21 004)                   | 1.º (Serie A2) | 3 (1973)         |
| Red Bull Bragantino | Bragança Paulista     | Nabi Abi Chedid (17 022)           | 4.º            | 1 (1990)         |
| Santo André         | Santo André           | Bruno José Daniel (12 000)         | 8.º            | 0                |
| Santos              | Santos                | Vila Belmiro (16 798)              | 14.º           | 22 (2016)        |
| São Bento           | Sorocaba              | Walter Ribeiro (13 772)            | 2.º (Serie A2) | 0                |
| São Bernardo FC     | São Bernardo do Campo | Primeiro de Maio (15 759)          | 6.º            | 0                |
| São Paulo           | São Paulo             | Morumbi (72 039)                   | 2.º            | 22 (2021)        |

## Primera fase

### Grupo A
| Pos. | Equipos             | PJ | PG | PE | PP | GF | GC | Dif. | Pts. | Clasificación |
| ---- | ------------------- | -- | -- | -- | -- | -- | -- | ---- | ---- | ------------- |
| 1.   | Red Bull Bragantino | 12 | 6  | 2  | 4  | 15 | 10 | +5   | 20   | Fase final    |
| 2.   | Botafogo-SP         | 12 | 4  | 2  | 6  | 14 | 17 | −3   | 14   | Fase final    |
| 3.   | Santos              | 12 | 3  | 5  | 4  | 14 | 17 | −3   | 14   |               |
| 4.   | Inter de Limeira    | 12 | 3  | 2  | 7  | 4  | 18 | −14  | 11   |               |

### Grupo B
| Pos. | Equipos    | PJ | PG | PE | PP | GF | GC | Dif. | Pts. | Clasificación |
| ---- | ---------- | -- | -- | -- | -- | -- | -- | ---- | ---- | ------------- |
| 1.   | São Paulo  | 12 | 7  | 2  | 3  | 23 | 10 | +13  | 23   | Fase final    |
| 2.   | Água Santa | 12 | 7  | 2  | 3  | 13 | 9  | +4   | 23   | Fase final    |
| 3.   | Mirassol   | 12 | 4  | 3  | 5  | 14 | 14 | 0    | 15   |               |
| 4.   | Guarani    | 12 | 4  | 2  | 6  | 14 | 14 | 0    | 14   |               |

### Grupo C
| Pos. | Equipos     | PJ | PG | PE | PP | GF | GC | Dif. | Pts. | Clasificación |
| ---- | ----------- | -- | -- | -- | -- | -- | -- | ---- | ---- | ------------- |
| 1.   | Corinthians | 12 | 6  | 4  | 2  | 19 | 10 | +9   | 22   | Fase final    |
| 2.   | Ituano      | 12 | 3  | 3  | 6  | 11 | 18 | −7   | 12   | Fase final    |
| 3.   | São Bento   | 12 | 2  | 4  | 6  | 5  | 14 | −9   | 10   |               |
| 4.   | Ferroviária | 12 | 2  | 3  | 7  | 11 | 18 | −7   | 9    |               |

### Grupo D
| Pos. | Equipos         | PJ | PG | PE | PP | GF | GC | Dif. | Pts. | Clasificación |
| ---- | --------------- | -- | -- | -- | -- | -- | -- | ---- | ---- | ------------- |
| 1.   | Palmeiras       | 12 | 8  | 4  | 0  | 18 | 5  | +13  | 28   | Fase final    |
| 2.   | São Bernardo FC | 12 | 8  | 2  | 2  | 21 | 9  | +12  | 26   | Fase final    |
| 3.   | Santo André     | 12 | 4  | 2  | 6  | 9  | 14 | −5   | 14   |               |
| 4.   | Portuguesa      | 12 | 2  | 4  | 6  | 10 | 18 | −8   | 10   |               |

Reglas de clasificación: 1) Puntos; 2) Partidos ganados; 3) Diferencia de gol; 4) Goles anotados; 5) Menor cantidad de tarjetas rojas; 6) Menor cantidad de tarjetas amarillas; 7) Sorteo.

## Fixture
- La hora de cada encuentro corresponde al huso horario correspondiente al Estado de São Paulo (UTC-3).

| Inter de Limeira    | 0 - 3 | São Bernardo FC | Major José Levy Sobrinho | 14 de enero | 11:00 |
| Portuguesa          | 0 - 2 | Botafogo-SP     | Canindé                  | 14 de enero | 15:30 |
| Santo André         | 1 - 0 | Guarani         | Bruno José Daniel        | 14 de enero | 16:00 |
| Palmeiras           | 0 - 0 | São Bento       | Allianz Parque           | 14 de enero | 18:30 |
| Santos              | 2 - 1 | Mirassol        | Vila Belmiro             | 14 de enero | 20:30 |
| Água Santa          | 1 - 3 | Ferroviária     | Distrital do Inamar      | 15 de enero | 11:00 |
| Red Bull Bragantino | 1 - 0 | Corinthians     | Nabi Abi Chedid          | 15 de enero | 16:00 |
| São Paulo           | 0 - 0 | Ituano          | Morumbi                  | 15 de enero | 18:30 |

| São Bento       | 2 - 1 | Santo André         | Walter Ribeiro        | 17 de enero | 15:30 |
| Mirassol        | 0 - 1 | Inter de Limeira    | Municipal de Mirassol | 17 de enero | 19:30 |
| São Bernardo FC | 1 - 1 | Red Bull Bragantino | Primeiro de Maio      | 18 de enero | 19:00 |
| Corinthians     | 3 - 0 | Água Santa          | Neo Química Arena     | 18 de enero | 19:30 |
| Ituano          | 1 - 1 | Portuguesa          | Novelli Júnior        | 18 de enero | 20:30 |
| Guarani         | 2 - 0 | Santos              | Brinco de Ouro        | 18 de enero | 21:35 |
| Ferroviária     | 1 - 2 | São Paulo           | Fonte Luminosa        | 19 de enero | 19:30 |
| Botafogo-SP     | 0 - 1 | Palmeiras           | Santa Cruz            | 19 de enero | 21:30 |

| Água Santa       | 1 - 1 | São Bento           | Distrital do Inamar      | 21 de enero | 15:00 |
| Portuguesa       | 3 - 0 | Red Bull Bragantino | Canindé                  | 21 de enero | 15:30 |
| Guarani          | 0 - 0 | Ituano              | Brinco de Ouro           | 21 de enero | 16:00 |
| Inter de Limeira | 0 - 0 | Corinthians         | Major José Levy Sobrinho | 21 de enero | 18:30 |
| Palmeiras        | 0 - 0 | São Paulo           | Allianz Parque           | 22 de enero | 16:00 |
| São Bernardo FC  | 1 - 1 | Santos              | Primeiro de Maio         | 22 de enero | 18:30 |
| Botafogo-SP      | 1 - 1 | Mirassol            | Santa Cruz               | 22 de enero | 20:30 |
| Ferroviária      | 1 - 2 | Santo André         | Fonte Luminosa           | 22 de enero | 20:30 |

| Corinthians         | 2 - 1 | Guarani          | Neo Química Arena     | 24 de enero | 20:00 |
| Red Bull Bragantino | 2 - 0 | Ferroviária      | Nabi Abi Chedid       | 25 de enero | 19:00 |
| Ituano              | 1 - 3 | Palmeiras        | Novelli Júnior        | 25 de enero | 19:30 |
| Santo André         | 1 - 1 | Botafogo-SP      | Bruno José Daniel     | 25 de enero | 20:30 |
| Santos              | 0 - 0 | Água Santa       | Vila Belmiro          | 25 de enero | 21:35 |
| São Bento           | 1 - 0 | Inter de Limeira | Walter Ribeiro        | 26 de enero | 15:30 |
| Mirassol            | 4 - 1 | São Bernardo FC  | Municipal de Mirassol | 26 de enero | 19:30 |
| São Paulo           | 4 - 1 | Portuguesa       | Morumbi               | 26 de enero | 21:30 |

| Santos              | 1 - 1 | Ferroviária | Canindé                  | 28 de enero  | 18:30 |
| Red Bull Bragantino | 0 - 1 | Santo André | Nabi Abi Chedid          | 28 de enero  | 20:00 |
| Botafogo-SP         | 3 - 2 | Guarani     | Santa Cruz               | 28 de enero  | 20:40 |
| Água Santa          | 2 - 1 | Portuguesa  | Distrital do Inamar      | 29 de enero  | 15:00 |
| Inter de Limeira    | 1 - 0 | Ituano      | Major José Levy Sobrinho | 29 de enero  | 16:00 |
| São Bernardo FC     | 2 - 0 | São Bento   | Primeiro de Maio         | 29 de enero  | 16:00 |
| São Paulo           | 1 - 2 | Corinthians | Morumbi                  | 29 de enero  | 18:30 |
| Mirassol            | 0 - 2 | Palmeiras   | Municipal de Mirassol    | 1 de febrero | 21:35 |

| São Bento   | 1 - 1 | Mirassol            | Walter Ribeiro    | 4 de febrero | 15:30 |
| Ferroviária | 0 - 1 | São Bernardo FC     | Fonte Luminosa    | 4 de febrero | 16:00 |
| Guarani     | 0 - 1 | Red Bull Bragantino | Brinco de Ouro    | 4 de febrero | 16:00 |
| Palmeiras   | 3 - 1 | Santos              | Morumbi           | 4 de febrero | 18:30 |
| Ituano      | 0 - 3 | Água Santa          | Novelli Júnior    | 5 de febrero | 11:00 |
| Santo André | 0 - 1 | São Paulo           | Bruno José Daniel | 5 de febrero | 16:00 |
| Corinthians | 2 - 0 | Botafogo-SP         | Neo Química Arena | 5 de febrero | 18:30 |
| Portuguesa  | 0 - 1 | Inter de Limeira    | Canindé           | 5 de febrero | 20:30 |

| Mirassol            | 4 - 1 | Ferroviária      | Municipal de Mirassol | 7 de febrero | 19:30 |
| Red Bull Bragantino | 2 - 1 | São Paulo        | Nabi Abi Chedid       | 8 de febrero | 19:30 |
| Botafogo-SP         | 2 - 3 | Ituano           | Santa Cruz            | 8 de febrero | 20:30 |
| Guarani             | 2 - 1 | Portuguesa       | Brinco de Ouro        | 8 de febrero | 20:30 |
| Santos              | 1 - 0 | São Bento        | Vila Belmiro          | 8 de febrero | 21:35 |
| Santo André         | 0 - 2 | Água Santa       | Bruno José Daniel     | 9 de febrero | 18:00 |
| Palmeiras           | 2 - 0 | Inter de Limeira | Allianz Parque        | 9 de febrero | 19:30 |
| São Bernardo FC     | 2 - 0 | Corinthians      | Primeiro de Maio      | 9 de febrero | 21:30 |

| Ferroviária         | 1 - 2 | Botafogo-SP     | Fonte Luminosa           | 11 de febrero | 18:30 |
| São Bento           | 0 - 1 | Guarani         | Walter Ribeiro           | 11 de febrero | 19:00 |
| Red Bull Bragantino | 0 - 0 | Mirassol        | Nabi Abi Chedid          | 11 de febrero | 20:30 |
| Água Santa          | 0 - 1 | Palmeiras       | Distrital do Inamar      | 12 de febrero | 11:00 |
| Portuguesa          | 0 - 0 | Corinthians     | Mané Garrincha           | 12 de febrero | 16:00 |
| São Paulo           | 3 - 1 | Santos          | Morumbi                  | 12 de febrero | 19:00 |
| Inter de Limeira    | 0 - 1 | Santo André     | Major José Levy Sobrinho | 12 de febrero | 20:30 |
| Ituano              | 0 - 2 | São Bernardo FC | Novelli Júnior           | 22 de febrero | 19:30 |

| Botafogo-SP | 1 - 0 | São Bento           | Santa Cruz            | 14 de febrero | 19:30 |
| Água Santa  | 1 - 0 | Red Bull Bragantino | Distrital do Inamar   | 15 de febrero | 15:00 |
| Guarani     | 1 - 5 | São Bernardo FC     | Brinco de Ouro        | 15 de febrero | 19:30 |
| Portuguesa  | 1 - 1 | Ferroviária         | Canindé               | 15 de febrero | 20:30 |
| São Paulo   | 5 - 1 | Inter de Limeira    | Morumbi               | 15 de febrero | 21:35 |
| Mirassol    | 1 - 0 | Ituano              | Municipal de Mirassol | 16 de febrero | 18:00 |
| Santo André | 1 - 1 | Santos              | Bruno José Daniel     | 16 de febrero | 19:30 |
| Corinthians | 2 - 2 | Palmeiras           | Neo Química Arena     | 16 de febrero | 21:30 |

| Inter de Limeira | 0 - 1 | Água Santa          | Major José Levy Sobrinho | 18 de febrero | 16:00 |
| Ferroviária      | 1 - 0 | Guarani             | Fonte Luminosa           | 18 de febrero | 16:00 |
| São Bernardo FC  | 2 - 1 | Botafogo-SP         | Primeiro de Maio         | 19 de febrero | 16:00 |
| Santos           | 4 - 0 | Portuguesa          | Vila Belmiro             | 19 de febrero | 16:00 |
| Corinthians      | 3 - 0 | Mirassol            | Neo Química Arena        | 19 de febrero | 18:30 |
| Ituano           | 2 - 0 | Santo André         | Novelli Júnior           | 19 de febrero | 20:40 |
| São Bento        | 0 - 3 | São Paulo           | Walter Ribeiro           | 21 de febrero | 19:30 |
| Palmeiras        | 2 - 0 | Red Bull Bragantino | Allianz Parque           | 22 de febrero | 21:35 |

| Água Santa          | 1 - 0 | Botafogo-SP     | Distrital do Inamar | 25 de febrero | 15:00 |
| Inter de Limeira    | 0 - 5 | Guarani         | Walter Ribeiro      | 25 de febrero | 16:00 |
| Red Bull Bragantino | 5 - 1 | Ituano          | Nabi Abi Chedid     | 25 de febrero | 16:00 |
| São Paulo           | 0 - 1 | São Bernardo FC | Morumbi             | 25 de febrero | 18:30 |
| Santos              | 2 - 2 | Corinthians     | Vila Belmiro        | 26 de febrero | 16:00 |
| Palmeiras           | 2 - 1 | Ferroviária     | Allianz Parque      | 26 de febrero | 18:30 |
| Portuguesa          | 0 - 0 | São Bento       | Canindé             | 26 de febrero | 20:40 |
| Santo André         | 0 - 1 | Mirassol        | Bruno José Daniel   | 27 de febrero | 20:00 |

| Corinthians     | 3 - 1 | Santo André         | Neo Química Arena     | 4 de marzo | 18:30 |
| Botafogo-SP     | 1 - 3 | São Paulo           | Santa Cruz            | 5 de marzo | 16:00 |
| Ferroviária     | 0 - 0 | Inter de Limeira    | Fonte Luminosa        | 5 de marzo | 16:00 |
| Guarani         | 0 - 0 | Palmeiras           | Brinco de Ouro        | 5 de marzo | 16:00 |
| Ituano          | 3 - 0 | Santos              | Novelli Júnior        | 5 de marzo | 16:00 |
| Mirassol        | 1 - 2 | Portuguesa          | Municipal de Mirassol | 5 de marzo | 16:00 |
| São Bento       | 0 - 3 | Red Bull Bragantino | Walter Ribeiro        | 5 de marzo | 16:00 |
| São Bernardo FC | 0 - 1 | Água Santa          | Primeiro de Maio      | 5 de marzo | 16:00 |

## Taça Independência
|  | Ronda previa     | Ronda previa         | Ronda previa     |                  |       | Semifinales      | Semifinales      | Semifinales      |  |    | Final               | Final       | Final       |  |
|  | 10 y 11 de marzo | 10 y 11 de marzo     | 10 y 11 de marzo |                  |       | 16 y 17 de marzo | 16 y 17 de marzo | 16 y 17 de marzo |  |    | 26 de marzo         | 26 de marzo | 26 de marzo |  |
|  |                  |                      |                  |                  |       |                  |                  |                  |  |    |                     |             |             |  |
|  |                  |                      |                  |                  |       |                  |                  |                  |  |    |                     |             |             |  |
|  |                  |                      |                  |                  |       |                  |                  |                  |  |    |                     |             |             |  |
|  |                  |                      |                  |                  |       |                  |                  |                  |  |    |                     |             |             |  |
|  |                  |                      |                  |                  |       |                  |                  |                  |  |    |                     |             |             |  |
|  |                  | CF                   | São Bernardo FC  | 1                |       |                  |                  |                  |  |    |                     |             |             |  |
|  |                  |                      |                  | 1                |       |                  |                  |                  |  |    |                     |             |             |  |
|  |                  |                      | 13               | Inter de Limeira | 0     |                  |                  |                  |  |    |                     |             |             |  |
|  | 11               | Santo André          | 13               | Inter de Limeira | 0     | 0 (2)            |                  |                  |  |    |                     |             |             |  |
|  | 11               | Santo André          |                  |                  |       |                  |                  |                  |  |    |                     |             |             |  |
|  | 13               | Inter de Limeira (p) | 0 (4)            |                  |       |                  |                  |                  |  |    |                     |             |             |  |
|  | 13               | Inter de Limeira (p) | 0 (4)            |                  |       |                  |                  |                  |  | CF | São Bernardo FC (p) | 0 (4)       |             |  |
|  |                  |                      |                  |                  |       |                  |                  |                  |  | CF | São Bernardo FC (p) | 0 (4)       |             |  |
|  |                  |                      | 9                | Mirassol         | 0 (2) |                  |                  |                  |  |    |                     |             |             |  |
|  |                  |                      | 9                | Mirassol         | 0 (2) |                  |                  |                  |  |    |                     |             |             |  |
|  |                  |                      |                  |                  |       |                  |                  |                  |  |    |                     |             |             |  |
|  |                  |                      |                  |                  |       |                  |                  |                  |  |    |                     |             |             |  |
|  |                  | 9                    | Mirassol         | 1                |       |                  |                  |                  |  |    |                     |             |             |  |
|  |                  |                      |                  | 1                |       |                  |                  |                  |  |    |                     |             |             |  |
|  |                  |                      | 10               | Guarani          | 0     |                  |                  |                  |  |    |                     |             |             |  |
|  | 10               | Guarani              | 10               | Guarani          | 0     | 2                |                  |                  |  |    |                     |             |             |  |
|  | 10               | Guarani              |                  |                  |       |                  |                  |                  |  |    |                     |             |             |  |
|  | 14               | Portuguesa           | 1                |                  |       |                  |                  |                  |  |    |                     |             |             |  |
|  | 14               | Portuguesa           | 1                |                  |       |                  |                  |                  |  |    |                     |             |             |  |
|  |                  |                      |                  |                  |       |                  |                  |                  |  |    |                     |             |             |  |

| Bandera del estado de São Paulo |
| Campeón Taça Independência      |
| São Bernardo FC 1.° título      |

## Fase final
|  | Cuartos de final  | Cuartos de final    | Cuartos de final  |                     |       | Semifinales      | Semifinales      | Semifinales      |  |   | Final          | Final          | Final          | Final          | Final          |  |
|  | 11 al 13 de marzo | 11 al 13 de marzo   | 11 al 13 de marzo |                     |       | 19 y 20 de marzo | 19 y 20 de marzo | 19 y 20 de marzo |  |   | 2 y 9 de abril | 2 y 9 de abril | 2 y 9 de abril | 2 y 9 de abril | 2 y 9 de abril |  |
|  |                   |                     |                   |                     |       |                  |                  |                  |  |   |                |                |                |                |                |  |
|  |                   |                     |                   |                     |       |                  |                  |                  |  |   |                |                |                |                |                |  |
|  | 1D                | Palmeiras           | 1                 |                     |       |                  |                  |                  |  |   |                |                |                |                |                |  |
|  | 1D                | Palmeiras           | 1                 |                     |       |                  |                  |                  |  |   |                |                |                |                |                |  |
|  | 2D                | São Bernardo FC     | 0                 |                     |       |                  |                  |                  |  |   |                |                |                |                |                |  |
|  | 2D                | São Bernardo FC     | 0                 |                     | 1     | Palmeiras        | 1                |                  |  |   |                |                |                |                |                |  |
|  |                   |                     |                   |                     | 1     | Palmeiras        | 1                |                  |  |   |                |                |                |                |                |  |
|  |                   |                     | 4                 | Ituano              | 0     |                  |                  |                  |  |   |                |                |                |                |                |  |
|  | 1C                | Corinthians         | 4                 | Ituano              | 0     | 1 (6)            |                  |                  |  |   |                |                |                |                |                |  |
|  | 1C                | Corinthians         |                   |                     |       |                  |                  |                  |  |   |                |                |                |                |                |  |
|  | 2C                | Ituano (p)          | 1 (7)             |                     |       |                  |                  |                  |  |   |                |                |                |                |                |  |
|  | 2C                | Ituano (p)          | 1 (7)             |                     |       |                  |                  |                  |  | 1 | Palmeiras      | 1              | 4              | 5              |                |  |
|  |                   |                     |                   |                     |       |                  |                  |                  |  | 1 | Palmeiras      | 1              | 4              | 5              |                |  |
|  |                   |                     | 2                 | Água Santa          | 2     | 0                | 2                |                  |  |   |                |                |                |                |                |  |
|  | 1B                | São Paulo           | 2                 | Água Santa          | 2     | 0                | 2                | 0 (5)            |  |   |                |                |                |                |                |  |
|  | 1B                | São Paulo           |                   |                     |       |                  |                  | 0 (5)            |  |   |                |                |                |                |                |  |
|  | 2B                | Água Santa (p)      | 0 (6)             |                     |       |                  |                  |                  |  |   |                |                |                |                |                |  |
|  | 2B                | Água Santa (p)      | 0 (6)             |                     | 2     | Água Santa (p)   | 1 (4)            |                  |  |   |                |                |                |                |                |  |
|  |                   |                     |                   |                     | 2     | Água Santa (p)   | 1 (4)            |                  |  |   |                |                |                |                |                |  |
|  |                   |                     | 3                 | Red Bull Bragantino | 1 (2) |                  |                  |                  |  |   |                |                |                |                |                |  |
|  | 1A                | Red Bull Bragantino | 3                 | Red Bull Bragantino | 1 (2) | 2                |                  |                  |  |   |                |                |                |                |                |  |
|  | 1A                | Red Bull Bragantino |                   |                     |       |                  |                  |                  |  |   |                |                |                |                |                |  |
|  | 2A                | Botafogo-SP         | 0                 |                     |       |                  |                  |                  |  |   |                |                |                |                |                |  |
|  | 2A                | Botafogo-SP         | 0                 |                     |       |                  |                  |                  |  |   |                |                |                |                |                |  |
|  |                   |                     |                   |                     |       |                  |                  |                  |  |   |                |                |                |                |                |  |

Nota: El equipo que ocupa la primera línea es el que define la serie como local.

| Campeón                         |
| Bandera del estado de São Paulo |
| ------------------------------- |
| Palmeiras 25.° título           |

## Clasificación general
| Pos. | Equipos             | PJ | PG | PE | PP | GF | GC | Dif. | Pts. | Nota                                                                     |
| ---- | ------------------- | -- | -- | -- | -- | -- | -- | ---- | ---- | ------------------------------------------------------------------------ |
| 1.   | Palmeiras           | 16 | 11 | 4  | 1  | 25 | 7  | +18  | 37   | Campeón y clasificado a la Copa de Brasil 2024.                          |
| 2.   | Água Santa          | 16 | 8  | 4  | 4  | 16 | 15 | +1   | 28   | Subcampeón, clasificado a la Copa de Brasil 2024 y Serie D 2024.         |
| 3.   | Red Bull Bragantino | 14 | 7  | 3  | 4  | 18 | 11 | +7   | 24   | Clasificado a la Copa de Brasil 2024.                                    |
| 4.   | Ituano              | 14 | 3  | 4  | 7  | 12 | 20 | −8   | 13   | Clasificado a la Copa de Brasil 2024.                                    |
| 5.   | São Bernardo FC     | 15 | 9  | 3  | 3  | 22 | 10 | +12  | 30   | Ganador de la Taça Independência y clasificado a la Copa de Brasil 2024. |
| 6.   | São Paulo           | 13 | 7  | 3  | 3  | 23 | 10 | +13  | 24   | Clasificado a la Copa de Brasil 2024.                                    |
| 7.   | Corinthians         | 13 | 6  | 5  | 2  | 20 | 11 | +9   | 23   | Clasificado a la Copa de Brasil 2024.                                    |
| 8.   | Botafogo-SP         | 13 | 4  | 2  | 7  | 14 | 19 | −5   | 14   | Clasificado a la Copa de Brasil 2024.                                    |
| 9.   | Mirassol            | 14 | 5  | 4  | 5  | 15 | 14 | +1   | 19   |                                                                          |
| 10.  | Guarani             | 14 | 5  | 2  | 7  | 16 | 16 | 0    | 17   |                                                                          |
| 11.  | Santo André         | 12 | 4  | 2  | 6  | 9  | 14 | −5   | 14   | Clasificado a la Serie D 2024.                                           |
| 12.  | Santos              | 12 | 3  | 5  | 4  | 14 | 17 | −3   | 14   |                                                                          |
| 13.  | Inter de Limeira    | 13 | 3  | 2  | 8  | 4  | 19 | −15  | 11   | Clasificado a la Serie D 2024.                                           |
| 14.  | Portuguesa          | 13 | 2  | 4  | 7  | 11 | 20 | −9   | 10   |                                                                          |
| 15.  | São Bento           | 12 | 2  | 4  | 6  | 5  | 14 | −9   | 10   | Descendidos a la Serie A2 2024.                                          |
| 16.  | Ferroviária         | 12 | 2  | 3  | 7  | 11 | 18 | −7   | 9    | Descendidos a la Serie A2 2024.                                          |

Reglas de clasificación: 1) Puntos; 2) Partidos ganados; 3) Diferencia de gol; 4) Goles anotados; 5) Menor cantidad de tarjetas rojas; 6) Menor cantidad de tarjetas amarillas; 7) Sorteo.

## Goleadores
| Jugador          | Equipo              | Goles |
| ---------------- | ------------------- | ----- |
| Róger Guedes     | Corinthians         | 8     |
| Giuliano Galoppo | São Paulo           | 8     |
| Bruno Mezenga    | Água Santa          | 7     |
| John Kennedy     | Ferroviária         | 6     |
| Rony             | Palmeiras           | 6     |
| Alerrandro       | Red Bull Bragantino | 5     |